# Listă de artiști gravori pe țări
Această  listă de artiști gravori pe țări cuprinde artiștii a căror practică artistică i-au condus la producerea unor opere legate de gravură.

## A

### Africa de Sud
- Coert Laurens Steynberg (1905 - 1982), sculptor și desenator de monede;

### Austria
- Günther Baszel⁠(de)[traduceți]  (1903-1973)
- Kurt Bodlak⁠(de)[traduceți] (1924 –  )
- Franz Gaul⁠(de)[traduceți] (1802–1974)
- Helmuth Gsöllpointner (1933– )
- Adolf Hofmann⁠(d)
- Heinrich Jauner⁠(de)[traduceți] (1833 – 1912)
- Josef Kaiser⁠(d)
- Robert Kalina
- Karl Perl⁠(de)[traduceți] (1876 – 1965)
- Michael Povolny
- Benno Rost
- Josef Tautenhayn⁠(de)[traduceți]
- Ferdinand Welz⁠(de)[traduceți]
- Johann Nepomuk Würth⁠(de)[traduceți] (1753 – 1811)

## B

### Belgia
- Fernand Brose⁠(d)
- Johan Baudart⁠(d)
- Gabriel Belgeonne⁠(d)
- Ade Bethune⁠(d)
- Armand Bonnetain⁠(d)
- Joseph-Pierre Braemt⁠(d)
- Godefroid Devreese⁠(fr)[traduceți]
- Jan Alfons Keustermans⁠(d)
- Luc Luycx⁠(d)
- Marcel Rau⁠(fr)[traduceți] (1886 – 1966)
- Jean Varin⁠(d)
- Adrien Hippolyte Veyrat (1803 – 1883)

## C

### Canada
- Walter Seymour Allward⁠(d) (1876 – 1955)
- Henry Birks⁠(d) (1840 – 1928)
- Elizabeth Bradford Holbrook⁠(d) (1913 – 2009)
- Christian Cardell Corbet⁠(d) (n. în 1966)
- Robert Tait McKenzie (1867 – 1938)
- Benjamin Trickett Mercer (n. în 1991)

### Cehoslovacia
- Jaroslav Bejvl⁠(d)
- František Chochola⁠(d)
- Jiří Harcuba⁠(d)
- Ladislav Kozák⁠(d)
- Vladimír Oppl⁠(d)
- Jiří Prádler⁠(d)
- Jarmila Truhlíková-Spěváková
- Marie Uchytilová⁠(d)

### Croația
- Frano Meneghello Dinčić⁠(hr)[traduceți] (1900 – 1986)
- Ivo Kerdić⁠(d) (1881 – 1953)

## D

### Danemarca
- Knud Gunnar Jensen (1863-1948)
- Mogens Møller⁠(d)

## E

### Elveția

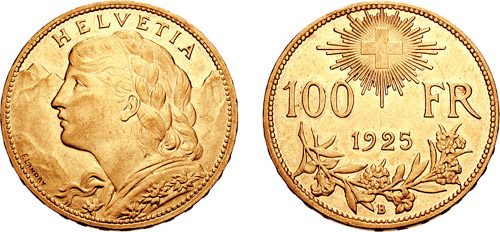
Monedă de aur cu valoarea nominală de 100 franci elvețieni, cunoscută sub numele de ; gravură de Fritz Landry

- Antoine Bovy⁠(d)
- Paul Burkhard⁠(d)
- Fritz Ulysse Landry
- Roger Pfund⁠(d)
- Karl Schwenzer

### Estonia
Lembit Lõhmus

## F

### Finlanda
- Raimo Heino⁠(d)
- Heikki Häiväoja⁠(fi)[traduceți]
- Pertti Mäkinen⁠(d)

### Franța

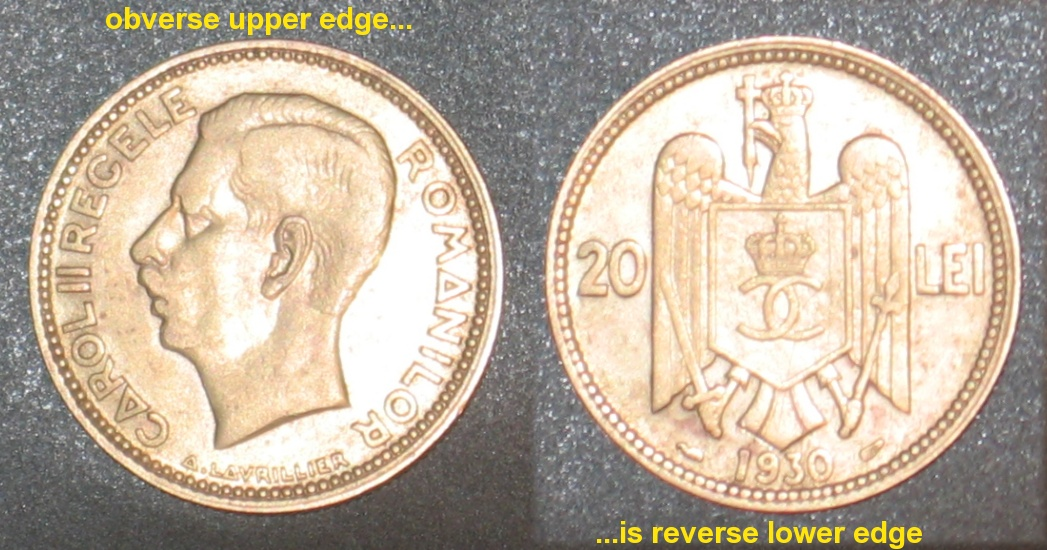
Monedă cu valoarea nominală de 20 de lei, emisă în 1930;
gravor: André Lavrillier

- Roger Baron⁠(d)
- Jacques-Jean Barre⁠(d)
- Edmond Henri Becker (1871 – 1971)
- Nicolas Adolphe Bellevoye⁠(d)
- Nicholas Briot⁠(d)
- Armand Auguste Caqué⁠(fr)[traduceți]
- Jules-Clément Chaplain⁠(d)
- Robert Cochet⁠(d)
- Fabienne Courtiade
- Daniel Jean Baptiste Dupuis⁠(d)
- Edgar Degas
- Claire Delacroix
- Alphonse Desaide⁠(fr)[traduceți]
- Jean-Pierre Droz⁠(d)
- Augustin Dupré
- Jean Duvet
- André Léon Galtié
- Pierre Gandon⁠(fr)[traduceți] (1889-1990)
- Joaquin Jimenez
- Laurent Jorio
- André Lavrillier (1885 - 1958)
- Hippolyte Lefèbvre⁠(fr)[traduceți]
- Aimé de Lemud⁠(fr)[traduceți]
- Pierre Charles Lenoir⁠(en)[traduceți] (1879 – 1953)
- Émile Lindauer⁠(d) (1869 - 1942)
- Giacomo Merculiano⁠(en)[traduceți] (1859 – 1935)
- Gustave Michel⁠(fr)[traduceți]
- Firmin Michelet⁠(d)
- Pierre-Alexandre Morlon⁠(d)
- Henry Auguste Jules Patey
- Georges-Henri Prud'Homme⁠(fr)[traduceți]
- Oscar Roty
- Émile Rousseau⁠(d)
- Charles Norbert Roettiers⁠(d)
- Joseph Roettiers⁠(d)
- Joseph-Charles Roettiers⁠(d)
- Norbert Roettiers⁠(d)
- Georges Simon⁠(fr)[traduceți] (1906 – 1982)
- Ernest Paulin Tasset (1839 - 1919)
- Pierre-Joseph Tiolier⁠(d)
- Pierre Turin⁠(d)
- Jean-Elie Vezien⁠(d)
- Jean Varin⁠(fr)[traduceți]
- Adrien Hippolyte Veyrat (1803 – 1883)

## G

### Germania
- Albrecht Altdorfer
- Jost Amman⁠(d)
- Hans Baldung Grien⁠(d)
- Max Barduleck⁠(nl)[traduceți]
- Johann Wilhelm Baur⁠(d)
- Barthel Beham⁠(d)
- Hans Sebald Beham⁠(d)
- Peter Behrens
- Hans Bellmer
- Josef Bernhart
- Axel Bertram⁠(de)[traduceți]
- Bodo Broschat⁠(d)
- Ulrich Böhme⁠(d)
- Adina Caloenescu (1934 - 2011), pictor, grafician și gravor
- Hans-Joachim Dobler
- Wolfgang Doehm
- Oskar Döll
- Dietrich Dorfstecher, (1933 Groß Miltzow-Kreckow – 2011 Berlin)
- Ferdinand August Fischer  (1805 – 1866)
- Wilfried Fitzenreiter
- Theodor von Gosen (1873 - 1943)
- Jan Hansky⁠(de)[traduceți] (1925 - 2004)
- Lucia Maria Hardegen
- Reinhart Heinsdorff⁠(d)
- Albert Holl⁠(de)[traduceți]
- Heinz Hoyer
- Rudi Högner⁠(d)
- Adolf Jäger⁠(d)
- Hubert Klinkel
- Helmut König (Medailleur)⁠(de)[traduceți]
- Georg Albrecht (Albert) Ferdinand Küner (1819 Lindau - 1906 San Francisco)
- Rolf Lederbogen⁠(d)
- Heinrich Lorenz (Medailleur)⁠(de)[traduceți]  (1810 – 1888)
- Heinrich Moshage
- Franz Müller⁠(d)
- Hermann Noack⁠(de)[traduceți]
- Karl Ulrich Nuss⁠(de)[traduceți] (1943 Stuttgart – )
- Erich Ott⁠(d)
- Carl Radnitzky⁠(de)[traduceți]
- Hans Georg Rauch⁠(d)
- Jordi Regel⁠(d)
- Wilhelm von Rümann⁠(de)[traduceți]
- Sneschana Russewa-Hoyer⁠(d)
- Karl Friedrich Schinkel (1781 – 1841)
- Peter Strang⁠(de)[traduceți] (1936 Dresden – )
- Aase Thorsen⁠(d)
- Carsten Theumer⁠(d)
- Alfred Vocke⁠(de)[traduceți]
- Carl Friedrich Voigt⁠(d)
- Joseph Wackerle⁠(de)[traduceți]
- Richard M Werner
- Julius Zumbusch⁠(de)[traduceți]

### Grecia
- Hubert Klinkel
- L. Orphanos
- Thodoros Papayiannis⁠(d)
- Nikos Perantinos⁠(d)
- V. Sampatakos
- Georgios Stamatopoulos⁠(d)
- I. Stinis

## I

### Irlanda
- Jarlath Hayes⁠(d)

### Israel
- Reuven Rubin (1893 – 1974)

### Italia
- Maria Angela Cassol⁠(d)
- Maria Carmela Colaneri⁠(d)
- Laura Cretara⁠(d)
- Ettore Lorenzo Frapiccini⁠(it)[traduceți] (* 1957 Buenos Aires)
- Giuliano Giampiccoli⁠(en)[traduceți]
- Bertoldo di Giovanni⁠(d) (ca. 1435–1491)
- Emilio Greco⁠(fr)[traduceți]
- Daniela Longo⁠(d)
- Roberto Mauri
- Giacomo Merculiano⁠(en)[traduceți] (1859 – 1935)
- Claudia Momoni⁠(d)
- Uliana Pernazza⁠(d)
- Antonio di Puccio Pisano (cunoscut sub numele de Pisanello)
- Luciana De Simoni
- Guido Veroi⁠(d)

## L

### Letonia
- Gunārs Lūsis⁠(d)
- Jānis Strupulis⁠(d)
- Jānis Tilbergs⁠(en)[traduceți]

### Lituania
- Juozas Zikaras⁠(en)[traduceți]
- Antanas Vienuolis⁠(d)

### Luxemburg
- Yvette Gastauer-Claire
- Julien Lefèvre
- Nina Lefèvre

## N

### Norvegia
- Ingrid Austlid Rise
- Nils Aas⁠(d)
- Grazyna Jolanta Lindau

## O

### Olanda
- Bruno Ninaber van Eyben

Vd. Țările de Jos

## P

### Polonia
- Tadeusz Breyer⁠(pl)[traduceți]
- Bronisław Chromy
- Józef Gosławski
- Antoni Madeyski⁠(pl)[traduceți] (1862 – 1939)

### Portugalia
- Isabel Carriço
- Vitor Manuel Fernandes dos Santos⁠(d)
- Luciana De Simoni⁠(d)
- Eugenio Driutti⁠(d)

## R

### Regatul Unit
- George Gammon Adams⁠(d) (1821 – 1898)
- Frank Bowcher (1864 – 1938)
- Thomas Brock⁠(en)[traduceți] (1847 – 1922)
- Joseph Davis (d. c. 1857)
- Ron Dutton (n. 1935)
- George William de Saulles⁠(d) (1862 – 1903)
- Joseph Fray

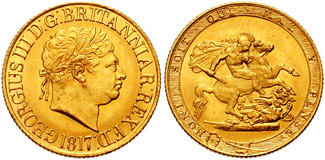
Sovereign din 1817, gravat de
Benedetto Pistrucci

- Ernest George Gillick (1874 – 1951)
- Samuel Grün⁠(d)
- Thomas Halliday⁠(en)[traduceți] (n. c. 1780 - d.?)
- John Henning⁠(d) (scoțian) (1771 – 1851)
- Christopher Ironside, pictor și gravor de monede englez (1913 – 1992)
- Percy Metcalfe⁠(d) (1895 – 1970)
- George Mills⁠(d) (c. 1792-93 – 1824)
- Philip R. Nathan (n. 1941)
- Jane McAdam Freud⁠(d) (n. 1958)
- Frank Phillips⁠(d)
- Thomas Ryan Pinches (n. 1825 - d.?)
- Benedetto Pistrucci (născut  în Italia; a devenit gravor șef englez)
- Felicity Powell
- Edward Carter Preston⁠(d)
- Sara Richards[1]
- Thomas Webb (fl. 1797 – 1830)
- Alfred Benjamin Wyon (1837 – 1884)
- Joseph Shepherd Wyon⁠(d) (1836 – 1873)
- Leonard Charles Wyon⁠(d) (1826 – 1891)
- William Wyon⁠(d) (1795 – 1851)

### România
- Muresan Vasile

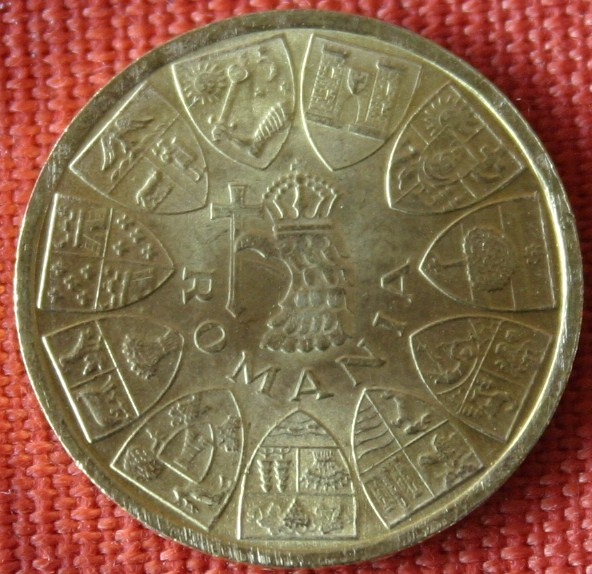
Medalia jubiliară Ardealul Nostru (revers);
gravori: Ioana Bassarab Starostescu și Ștefan Iordan

- Démètre „Anastase” Anastasescu[2] (n. 1909 - d.?)
- Constantin Baraschi
- Costache Bassarab
- Ioana Bassarab Starostescu / Ioana Bassarab
- Adina Caloenescu (1934 - 2011), pictor, grafician și gravor
- Marcel Chirnoagă
- Anastase Demian
- Ion Dumitrana (1923-1976), gravor de mărci poștale, machetator, ilustrator
- Constantin Dumitrescu (sculptor medalist)
- Ștefan Iacobescu (1937 - 2001), grafician și gravor
- Prințesa Ileana a României
- Haralambie Ionescu
- Ștefan Iordan
- Ion Jalea
- Constantin Kristescu
- Ary Murnu
- Andrei Ostap
- A. Romanescu
- Nicolae Săftoiu
- Aurel Vlad

### Rusia
- A.A. Dolgopolova
- L.S. Kamshilov / L.S. Kamșilov
- A.S. Kunats / A.S. Kunaț
- I.I. Kopytkin / I.I. Kopîtkin
- A.I. Parfionov
- A.D. Schablykin / A.D. Șceablîkin

## S

### Slovacia
- Darhomir Zobek

### Spania
- Begoña Castellanos⁠(d)
- Luis José Díaz
- Joan Miró
- Garcilaso Rollán

### Statele Unite ale Americii
- James Earle Fraser (sculptor) (1876 - 1953)
- Georg Albrecht (Albert) Ferdinand Küner (1819 Lindau - 1906 San Francisco)
- Augustus Saint-Gaudens (1848 - 1907)

### Suedia
- Léo Holmgren⁠(sv)[traduceți]
- Adolf Lindberg⁠(sv)[traduceți] (1839 – 1916)
- Erik Lindberg⁠(sv)[traduceți] (1873 – 1966)
- Ludvig Lundgren⁠(sv)[traduceți] (1789 – 1853)
- Pehr Henrik Lundgren⁠(sv)[traduceți]
- Ernst Nordin⁠(d)
- Marita Norin⁠(d)

## T

### Țările de Jos
- Bruno Ninaber van Eyben⁠(d)
- Pier Pander⁠(d)
- Johannes Cornelis Wienecke⁠(d)
- Oswald Wenckebach⁠(nl)[traduceți]

## U

### Ungaria
- Bartos István
- Berán Lajos⁠(hu)[traduceți]
- Bognár György
- Sándor Farkas⁠(d)
- István Iván⁠(d)
- Kósa István
- András Kiss Nagy⁠(de)[traduceți] (1930 – 1997)
- József Reményi (Medailleur)⁠(de)[traduceți]
- Szabó Ferenc